# Yes (musikalbum)
Yes är den progressiva rockgruppen Yes debutalbum som gavs ut 1969.

## Låtlista
Sida ett
1. "Beyond and Before" (Chris Squire/Clive Bailey) - 4:53
2. "I See You" (Roger McGuinn/David Crosby) - 6:48
3. "Yesterday and Today" (Jon Anderson) - 2:49
4. "Looking Around" (Jon Anderson/Chris Squire) - 4:17

Sida två
1. "Harold Land" (Jon Anderson/Chris Squire/Bill Bruford) - 5:42
2. "Every Little Thing" (John Lennon/Paul McCartney) - 5:42
3. "Sweetness" (Jon Anderson/Chris Squire/Clive Bailey) - 4:33
4. "Survival" (Jon Anderson) - 6:19

## Medverkande
- Jon Anderson - Sång och slagverk
- Chris Squire - Elbas och sång
- Peter Banks - Elektrisk- och akustisk gitarr
- Tony Kaye - Piano, orgel och moog
- Bill Bruford - Trummor och slagverk